# Remetea Chioarului
Remetea Chioarului là một xã thuộc hạt Maramureș, România. Dân số thời điểm năm 2002 là 3016 người.